# Oule
De Oule is een rivier in het zuidoosten van Frankrijk in de departementen Drôme en Hautes-Alpes. De rivier mondt uit in de Eygues iets ten zuiden van de plaats Rémuzat.